# Melchor de Santiago Concha y Cerda
Melchor de Santiago-Concha y de la Cerda (Santiago, 17 de marzo de 1799 - 26 de mayo de 1883), fue un consultor jurídico y político chileno.

## Primeros años de vida
Fue hijo de José María Melchor Ignacio de Santiago-Concha y Jiménez de Lobatón y de su sobrina María Josefa de la Cerda y de Santiago-Concha.
Realizó sus estudios en Instituto Nacional y en la ciudad de Lima, donde se graduó en Leyes y Cánones en la Universidad de San Marcos el 6 de septiembre de 1820. En 1823, obtuvo el título de abogado. No tomó parte en los acontecimientos de la independencia.

### Matrimonio e hijos
Melchor de Santiago-Concha se casó el 20 de noviembre de 1833 con Damiana de Toro-Zambrano y Guzmán, con quien tuvo 6 hijos, entre ellos Melchor Concha y Toro y Enrique Concha y Toro.

## Vida política
En 1823 participó como diputado suplente en el Congreso, luego electo por Illapel en el Congreso Constituyente de 1826.
Entre el 20 y el 23 de octubre de 1826 fue ministro de Hacienda cuando Agustín Eyzaguirre Arechavala ejerció la presidencia de la República en calidad de vicepresidente electo. Entre el 16 de septiembre de 1829 y el 31 de marzo de 1830 fue fiscal de la Corte Suprema, y en 1831 es ministro suplente de ese tribunal.
En 1867 fue elegido senador de la República. En otras épocas fue miembro del Municipio de Santiago. El 22 de abril de 1824 fue nombrado juez de Letras de Coquimbo, cargo al que renunció al poco tiempo.
Firmó la Constitución promulgada en 29 de diciembre de 1823 siendo diputado por Chiloé. También participó y firmó la Constitución Política promulgada en 8 de agosto de 1828, siendo diputado Los Andes. En 1828 había confeccionado, en conjunto con José Joaquín de Mora, la Constitución de 1828.
Y participó en el Congreso Constituyente de 1870 cuyo objetivo fue reformas a la Carta Fundamental de 1833.